# Бегониеви
Бегониевите (Begoniaceae) са семейство растения от разред Тиквоцветни (Cucurbitales).
Таксонът е описан за пръв път от шведския ботаник Карл Адолф Агард през 1824 година.

## Родове
- Begonia – Бегония
- Begoniella
- Casparya
- Diploclinium
- Gireoudia
- Gurltia
- Hillebrandia
- Lepsia
- Mezierea
- Mitscherlichia
- Semibegoniella
- Symbegonia
- Tittlebachia
- Trendelenburgia
- Wageneria